# Farewell Amor
Farewell Amor ist ein US-amerikanisches Filmdrama aus dem Jahr 2020, geschrieben und inszeniert von Ekwa Msangi.

## Handlung
Walter hat Angola vor 17 Jahren verlassen und lebt seitdem in den Vereinigten Staaten, um für seine damals zurückgelassene Familie ein neues Leben aufzubauen. Nun kommt die Familie endlich am JFK-Flughafen wieder zusammen, um in seiner Ein-Zimmer-Wohnung in Brooklyn zu leben. Das Wiedersehen verläuft nicht reibungslos. Walter bereitet ein Essen vor, und seine Frau fragt sich, wer ihm das Kochen beigebracht hat. Sie sind einander fremd und nun gezwungen, unter demselben Dach zu leben.
Walter muss sich eingestehen, dass er sich noch immer nicht von seiner heimlichen Geliebten gelöst hat, die aus der Wohnung ausgezogen ist, um Platz für die Familie zu machen. Die Tochter erkundet inzwischen die Stadt und nimmt die Gelegenheit wahr, an einem Tanzwettbewerb teilzunehmen, was der Familie unerwartet die Chance bietet, sich gegenseitig neu zu entdecken.

## Veröffentlichung
Der Film erschien am 11. Dezember 2020 in den USA.

## Rezeption

### Kritiken
Bei Rotten Tomatoes hat der Film eine Zustimmungsrate von 98 Prozent, basierend auf 46 Rezensionen, mit einer durchschnittlichen Bewertung von 7.40/10. Der Kritiker-Konsens der Website lautet: „Ein beeindruckendes Debüt für die Autorin und Regisseurin Ekwa Msangi, Farewell Amor fängt auf bewegende Weise die Auswirkungen der Wiedervereinigung einer lange getrennten Familie ein.“
Auf Metacritic erhielt der Film eine gewichtete Durchschnittsnote von 72/100 basierend auf den Meinungen von neun Kritikern, was auf „allgemein positive Kritiken“ hinweist.
Monica Castillo auf rogerebert.com meint: „Autorin und Regisseurin Ekwa Msangi konstruiert diese nicht-traditionelle Erzählung mit viel Liebe zum Detail für jeden dieser Charaktere…“.

### Auszeichnungen
Black Reel Awards 2021
- Nominierung als Bester Independent-Film
- Nominierung als Bester Nachwuchsdarsteller (Ntare Mwine)[5]

Independent Spirit Awards 2021
- Auszeichnung mit dem „Someone to Watch Award“ (Ekwa Msangi)[6]

NAACP Image Awards 2021
- Nominierung als Bester Independent-Film[7]